# ダフト・パンク
ダフト・パンク（Daft Punk）は、1993年にギ＝マニュエル・ド・オメン＝クリストとトーマ・バンガルテルによってパリで結成されたフランスの電子音楽デュオ。1990年代後半にフレンチ・ハウス・ムーブメントの一部として人気を博し、その後もファンク、テクノ、ディスコ、ロック、シンセポップとハウス・ミュージックの要素を融合させて成功を収めた 。彼らはダンスミュージックの歴史の中で最も影響力のあるアーティストのうちの一組である。代表曲に「ワン・モア・タイム」「デジタル・ラヴ」「ゲット・ラッキー」「スターボーイ」などがある。
『ローリング・ストーン』誌は彼らを「20 Greatest Duos of All Time」のリストで12位にランクインさせた。
1999年以降、ダフト・パンクはロボットのようなヘルメットと手袋をして、ほとんどの出演でロボットになりきっていたが、インタビューやテレビ出演はほとんどなかった。1996年から2008年まで、ペドロ・ウィンター（別名Busy P、エド・バンガー・レコード創設者）によってマネージメントされていた。
2021年2月22日、彼らはYouTubeチャンネルに28年間のキャリアからの楽曲を含む8分間のビデオをアップして解散を発表した。

## 来歴

### 結成まで
1987年、パリの学生だったトーマとギ＝マニュエルが知り合い、2人ともジミ・ヘンドリックスやモータウン・ミュージックといったロックやソウルミュージックに興味を持っていたために意気投合する。1990年にはクラスメイトであったローラン・ブランコウィッツ（現・フェニックスのギタリスト・キーボディスト）と共に「ダーリン」というバンドを結成し、 ステレオラブのレーベルから数曲をリリースした。ある日、このステレオラブの前座を務めたダーリンに対して、イギリスの音楽誌『メロディ・メイカー』は、レヴューで「a daft punky thrash」と酷評。ところが2人はこの言葉を気に入り、自分たちの新たなユニット名にする。1993年にローランが音楽性の相違からバンドを脱退したのを機に、本格的にハウス・ミュージックへと方向性を転換。彼らはドラムマシンやシンセサイザーを使った実験を始めた。

### 1993年-1999年: アルバム『ホームワーク』
1994年、シングル「The New Wave」でデビュー。1995年に12インチ・シングル「Da Funk」を2000枚リリースした。
1996年、ヴァージン・レコードと契約。同年12月にシングル「Da Funk」をヴァージンから再リリース。フランスチャート最高7位、全英チャート7位となる。
1997年1月、ファースト・アルバム『ホームワーク』をリリース。同アルバムからシングルカットされている「Around The World」のミュージック・ビデオは、ビョークやレディオヘッド、ケミカル・ブラザーズなどのPVも手掛けた気鋭の映像作家、ミシェル・ゴンドリーが監督している。5月には「Da Funk」が全米ダンスチャート1位。クラブ系アーティストとしては異例の全世界で220万枚のビッグセールスを記録し、これがヨーロッパとアメリカを回る大規模なライブ・ツアー「Daftendirektour」に乗り出すきっかけとなる。

### 1999年-2003年: アルバム『ディスカバリー』
2000年11月、シングル「ワン・モア・タイム」をリリース。2人が大ファンであったという、日本の漫画家・松本零士が手がけた、アニメーションによるビデオ・クリップも注目を集め、全英チャート2位、本国フランス初登場1位を記録し、日本でも30万枚を売り上げる。
2001年3月、セカンド・アルバム『ディスカバリー』をリリース。「デジタル・ラヴ」、「仕事は終わらない」(Harder, Better, Faster, Stronger)などのヒット曲に支えられ、さらなる成功を収めた。
2003年5月、『ディスカバリー』の全曲をフィーチャーした映画『インターステラ5555』が公開。カンヌ国際映画祭の監督週間で特別上映された。本作が、松本零士の画業50周年記念作品でもある。

### 2004年–2007年: アルバム『HUMAN AFTER ALL〜原点回帰』
2005年3月、サード・アルバム『HUMAN AFTER ALL〜原点回帰』をリリース。イギリスでは「Robot Rock」と「Technologic」が成功を収めた。
2006年4月、米コーチェラ・フェスティバルから世界ツアー「Alive 2006/2007」をスタート。8月、SUMMER SONIC '06に出演。8月12日東京（千葉）、8月13日大阪でマウンテン・ステージのヘッドライナーを務める。
2007年4月28日（日本での公開日）、2人が監督・脚本、さらにトーマが撮影監督も手がけた映画『エレクトロマ (Daft Punk's Electroma)』が公開された。彼らと同じロボットが主人公（役名は「ヒーロー・ロボット#1」「#2」）だが、演じているのは「ピーター・ハートゥ」と「マイケル・ライヒ」で、ダフト・パンクの両人ではない。また演じている両人も、ダフト・パンクによって設立された映像制作プロダクション「ダフト・アーツ」のアシスタント・スタッフで俳優ではないが、背格好が似ているということから主演に抜擢された。10月、日本のヒップホップ・グループ、TERIYAKI BOYZの楽曲「HeartBreaker」をプロデュース。また、カニエ・ウェストが楽曲「Stronger」に「仕事は終わらない (Harder, Better, Faster, Stronger)」をサンプリングし、ミュージック・ビデオには彼らも出演した。11月、ライブ・アルバム『ピラミッド大作戦 (Alive 2007)』をリリース。グラミー賞の最優秀エレクトロニック／ダンスアルバム賞を受賞した。

### 2008年–2011年: 『トロン: レガシー』
2009年2月8日に行われた第51回グラミー賞にてダンス部門で2部門（ベスト・シングル賞:「仕事は終わらない」、ベスト・アルバム賞:『ピラミッド大作戦』）を受賞した。フランスのミュージシャンがグラミー賞を獲得するのは、ディープ・フォレスト以来15年ぶり。
2010年、映画『トロン: レガシー』のサウンドトラックを担当し、本編中でもクラブのシーンでDJとして出演している。

### 2011年–2015年: Random Access Memories
2013年1月、コロムビア・レコードと契約。5月、4枚目のスタジオ・アルバム『ランダム・アクセス・メモリーズ』をリリース。タイトルは、RAMを複数形にした形で取られている。ファレル・ウィリアムスをフィーチャーした先行シングルの「Get Lucky」は全英シングルチャートなど世界各国のチャートで1位を獲得、世界32カ国のチャートでトップ10入りを果たすなど、高い評価を得た。ただし、米Billboard Hot 100チャートでは自身初のトップ10入りを果たしたものの、ロビン・シックの「ブラード・ラインズ」に阻まれて5週連続2位という結果になっている。このヒットを受けてアルバム『ランダム・アクセス・メモリーズ』は全英アルバムチャート、Billboard 200ともに自身初の初登場1位を記録した。アメリカでは発売初週に前作の累計販売枚数（12万5000枚）の2倍以上となる33万9000枚を売り上げた。この内、22万1000枚がデジタルダウンロードであり、全体の65%を占めている。
2014年1月、第56回グラミー賞で主要部門となる「最優秀レコード」、「最優秀アルバム」を含む、ノミネートされた5部門すべてで受賞。授賞式では、アルバム『ランダム・アクセス・メモリーズ』発売後としては初、またテレビ・パフォーマンスとしては2008年の第50回グラミー賞以来6年ぶりとなるパフォーマンスを披露。ダフト・パンクはマスクも含めホワイト一色の衣装に身を包み、ファレル・ウィリアムス、ナイル・ロジャース、スティーヴィー・ワンダーと共演を果たした。
同年10月、ファレル・ウィリアムスのソロ・アルバム『ガール』内の楽曲「Gust of Wind」にゲスト・ボーカルとして参加した。

### 2016年-2021年 解散まで
2016年、ザ・ウィークエンドの楽曲「スターボーイ」「アイ・フィール・イット・カミング」を共作し、「スターボーイ」でBillboard Hot 100で初の1位を獲得。「アイ・フィール・イット・カミング」も4位を記録した。
2021年2月22日、映画『エレクトロマ』の1シーンを「Epilogue」というタイトルでYouTubeチャンネルにアップロードした。ビデオには途中「1993-2021」と表示され、同日、長年の広報担当Kathryn Frazierが解散を認めた。

## ディスコグラフィ

### スタジオ・アルバム
- 『ホームワーク』 - Homework (1997年) ※2007年に再発
- 『ディスカバリー』 - Discovery (2001年)
- 『HUMAN AFTER ALL〜原点回帰』 - Human After All (2005年)
- 『ランダム・アクセス・メモリーズ』 - Random Access Memories (2013年)

### ライブ・アルバム
- 『ALIVE 1997』 - Alive 1997 (2001年)
- 『ピラミッド大作戦』 - Alive 2007 (2007年) ※フランスでのライブ

### サウンドトラック・アルバム
- 『トロン: レガシー オリジナル・サウンドトラック』 (2010年) ※映画『トロン: レガシー』サウンドトラック

### リミックス・アルバム
- 『ダフト・クラブ』 - Daft Club (2003年)
- 『Human After All〜原点回帰 Remixes』 - Human After All: Remixes (2006年)
- Tron: Legacy Reconfigured (2011年)
- Homework (Remixes) (2022年)

### コンピレーション・アルバム
- 『ミュージック VOL.1 1993-2005』 - Musique Vol. 1 1993–2005 (2006年)

### DVD/ビデオ
- 『D.A.F.T.』 - D.A.F.T.: A Story About Dogs, Androids, Firemen and Tomatoes (2001年)
- 『インターステラ5555』 - Interstella 5555: The 5tory of the 5ecret 5tar 5ystem (2003年)
- 『エレクトロマ』 - Daft Punk's Electroma (2006年) ※ダフト・パンクによる初監督作品
- 『リビールド』 - Daft Punk Revealed (2014年) ※ドキュメンタリー作品

### シングル
- "The New Wave" (1994年)
- "Da Funk" (1996年)
- "Around The World" (1997年)
- "Burnin'" (1997年)
- "Revolution 909" (1998年)
- 「ワン・モア・タイム」 - "One More Time" (2000年)
- "Aerodynamic" (2001年)
- 「デジタル・ラブ」 - "Digital Love" (2001年)
- 「仕事は終わらない」 - "Harder, Better, Faster, Stronger" (2001年)
- "Face To Face" (2003年)
- "Something About Us" (2003年)
- "Robot Rock" (2005年)
- "Technologic" (2005年)
- "Human After All" (2005年)
- "The Prime Time Of Your Life" (2006年)
- "Harder, Better, Faster, Stronger (Alive 2007)" (2007年)
- "Get Lucky" (2013年)
- "Lose Yourself to Dance" (2013年)
- "Doin' It Right" (2013年)
- "Instant Crush" (2013年)
- "Give Life Back to Music" (2014年)

## 受賞
第56回グラミー賞
- 最優秀レコード（Record Of The Year）
  - 「ゲット・ラッキー (Get Lucky)」
- 最優秀アルバム（Album Of The Year）
  - 「ランダム・アクセス・メモリーズ」
- 最優秀ポップ デュオ/グループ（Best Pop Duo/Group Performance）
  - 「ゲット・ラッキー (Get Lucky)」
- 最優秀ダンス/エレクトロニカ（Best Dance/Electronica Album）
  - 「ランダム・アクセス・メモリーズ」
- 最優秀エンジニア・アルバム（Best Engineered Album, Non-Classical）
  - 「ランダム・アクセス・メモリーズ」

## CM
- GAP（2001年） - ジュリエット・ルイスと共演、楽曲「デジタル・ラブ」
- ソニー VAIO MX（2001年） - 楽曲「ワン・モア・タイム（英語版）」
- ソニー・エリクソン（2004年） - NTT DoCoMo premini (SO213i)（出演のみ）
- Apple（2005年） - iPod/iTunes（楽曲）
- au 「FULL CONTROL」篇（2012年） - 楽曲「ワン・モア・タイム」
- アウディ A3 スポーツバック（2013年） - 楽曲「仕事は終わらない（英語版）」
- スズキ・ワゴンR　[万華鏡ドライブ]篇　(2014)-楽曲 『ワン・モア・タイム』
- ザ!鉄腕!DASH‼︎(日本テレビ系列・テレビ大分) - 楽曲「contact」が新宿DASHのBGMに使用されている。
- 三井住友銀行（2021年） - 楽曲「ワン・モア・タイム」